# الكبسي

تعديل مصدري - تعديل

الكبسي هي إحدى حارات حي المشنة بمدينة إب اليمنية، بلغ تعداد سكانها 152 نسمة حسب تعداد اليمن لعام 2004.